# 45517 Jett
45517 Jett este o planetă minoră (asteroid), cu un diametru de 3,655 km, din centura de asteroizi. A fost descoperită pe 30 ianuarie 2000 la Catalina Station⁠(d) de Catalina Sky Survey. 
Obiectul prezintă o orbită caracterizată de o semiaxă mare de 3,0112861745649 UAi, o excentricitate de 0,051856920012613, o înclinație de 2,3502361805061 ° în raport cu ecliptica.